# 1739.
◄ | 17. stoljeće | 18. stoljeće | 19. stoljeće | ►
◄ | 1700-ih | 1710-ih | 1720-ih | 1730-ih | 1740-ih | 1750-ih | 1760-ih | ►
◄◄ | ◄ | 1736. | 1737. | 1738. | 1739. | 1740. | 1741. | 1742. | ► | ►►
Arhitektura • Astronomija • Biologija • Glazba • Kazalište • Kemija • Kiparstvo • Knjige • Književnost • Kršćanstvo • Medicina • Politika • Pravo • Promet • Slikarstvo • Znanost

## Događaji
- U Moslavini i Slavoniji harala je kuga. Stoga je na Hrvatskom saboru u Varaždinu, u prosincu 1739. odlučeno je, da se u Ludbregu izgradi zavjetno svetište, ako Svevišnji zaustavi kugu u Moslavini i Slavoniji.
- Beogradskim mirom Osmansko Carstvo je povratilo sjevernu Srbiju i pogranični pojas u Bosni južno od Save i istočno od Une, ali je Srijem ostao pod habsburškom vlašću.

## Rođenja
- 20. veljače – Josip Keresturi, hrvatski diplomat, povjesničar i politički pravnik († 1794.)
- 12. prosinca – Baltazar Mirko Kocijančić, hrvatski (kajkavski) prevoditelj († 1806.)

## Smrti
- 30. travnja – Franjo Sušnik, hrvatski pisac i leksikograf (* 1686.)

## Vanjske poveznice
|  | Zajednički poslužitelj ima još gradiva o temi 1739. |